# عبداللطیف سلف
عبداللطیف سلف یک مربی فوتبال اهل مراکش است. او پیش از این سرمربی سومالی بوده است.

## سوابق مدیریتی
در اکتبر ۲۰۱۲، سالف جانشین میشل د وولف به عنوان مدیر باشگاه بی ایکس بروکسل ، بلژیکی می شود, قبل از اینکه تنها یک ماه بعد از طرف د وولف به عنوان مدیر جانشین می شود.